# II. šolska skupina (Slovensko domobranstvo)
II. šolska skupina je bila šolska bojna skupina (v moči bataljona), ki je delovala v sestavi Slovenskega domobranstva med drugo svetovno vojno.

## Zgodovina
Šolska skupina je bila ustanovljena decembra 1943 in bila januarja 1944 razpuščena.

## Poveljstvo
Poveljniki
- podpolkovnik Josip Dežman

## Sestava
- štab
- 8. šolska četa
- 9. šolska četa
- 10. šolska četa